# حفل توزيع جوائز الأوسكار الرابع
أقيم حفل توزيع جوائز الأوسكار الرابع (بالإنجليزية: 4th Academy Awards)‏ يوم 10 نوفمبر 1931 في فندق بيلتمور بضيافة لورانس غرانت وفي هذه الدورة، حاز فيلم سيمارون على جائزة أفضل فيلم. كما حصل فيلم سيمارون على أكبر عدد من الترشيحات، في حين كانت أكثر الجوائز من نصيب فيلم سيمارون .

## روابط خارجية
- حفل توزيع جوائز الأوسكار الرابع على موقع IMDb (الإنجليزية)